# 미코 (기업)
주식회사 미코(영어: MiCo)는 대한민국의 세라믹 소재 및 고체산화물 연료전지 기업이다.

## 사업장 현황
- 본사: 경기도 안성시 모산로 53 (대덕면)
- 동탄 제 1사업장: 경기도 화성시 동탄산단2길 68
- 동탄 제 2사업장: 경기도 화성시 동탄산단2길 67
- 파주사업장: 경기도 파주시 돈유2로 55-69 (문산읍)

## 자회사
- 미코바이오메드
- 미코세라믹스
- 미코파워
- 미코하이테크
- 청교